# Réflexe de Bezold-Jarisch
Le réflexe de Bezold-Jarisch est un ensemble de processus cardio-vasculaires et neurologiques liés à des phénomènes d'hypopnée / fréquence respiratoire anormalement diminuée, en complément d'arythmies cardiaques (bradycardie). 

Retrouvé lors de problèmes de déshydratation, il entraîne par ailleurs une vasodilatation des vaisseaux périphériques ainsi qu'une hypotension, ce qui pourrait être considéré comme physiologiquement anormal du fait du travail des barorécepteurs artériels.
Ils sont induits par des mécanorécepteurs des parois des ventricules cardiaques (en particulier le gauche). Ces mécanorécepteurs servent à la mesure des contraintes pariétales ; il peut arriver que ces dernières soient très importantes, il y aura activation du réflexe qui bloque l'innervation sympathique et stimule de manière non négligeable le nerf vague ;
Cela aboutit donc à la bradycardie évoquée et même à la syncope. 
Les mécanorécepteurs sont souvent au repos mais peuvent être stimulés et par voie de conséquence, être à la base de ce réflexe, qui est notamment un des mécanismes de certaines syncopes.
Le réflexe de Bezold-Jarisch est habituellement rencontré dans les cas de soldats en parades militaires, contraints de rester debout et immobiles pendant une longue durée. La chute du sujet pendant la syncope permet un retour à un état plus ou moins normalisé de la pression artérielle ainsi que de la fréquence cardiaque, de par la position allongée de la personne.